# Río Névalo
El río Névalo es un río del suroeste de la península ibérica, perteneciente a la cuenca hidrográfica del Guadalquivir, que discurre por el noroeste de la provincia de Córdoba (España). 

## Curso
El río Névalo nace en la Sierra de los Santos, en el término municipal de Espiel. Realiza un recorrido en sentido nordeste-suroeste a lo largo de unos 37 km, dibujando durante casi todo su recorrido el límite entre los términos de Espiel y Villaviciosa de Córdoba hasta su desembocadura en el embalse del Bembézar en el término de Hornachuelos, donde confluye con el río Bembézar.
Su principal afluente es el río Manzano.

## Fauna
El río Névalo, junto al vecino río Benajarafe, alberga posiblemente la comunidad de peces autóctonos más rica de toda la cuenca del Guadalquivir, habiéndose detectado barbo del sur, pardilla, calandino, boga meridional, cacho, jarabugo y colmilleja. Aunque también se han detectado dos especies introducidas: percasol y alburno.
La cuenca del Névalo fue antaño tierra de lobos, como demuestran algunos topónimos de la zona como el de Collado de los Lobos,  punto donde se congregaban.